# Chrysanthemen
Die Chrysanthemen (lat. Chrysanthemum; von altgriechisch: χρυσός chrysós "Gold" und ἄνθεμον ánthemon "Blume") sind eine Pflanzengattung in der Familie der Korbblütler (Asteraceae). Die über 40 Arten sind hauptsächlich in Ostasien verbreitet. Ihre vielen Sorten zählen zu den bedeutendsten Zierpflanzen.

## Beschreibung

### Vegetative Merkmale
Chrysanthemen-Arten sind ausdauernde, meist krautige Pflanzen, gelegentlich aber auch am Ansatz verholzende Halbsträucher. Die oberirdischen Pflanzenteile sind kahl oder behaart (Indumentum).
Die wechselständig angeordneten Laubblätter sind mehr oder weniger lang gestielt oder ungestielt. Die Blattspreiten sind schwach bis stark gefiedert, handförmig, gelappt, gezähnt oder bisweilen ganzrandig.

### Generative Merkmale
Die körbchenförmigen Blütenstände stehen oft einzeln, oder sie stehen in lockeren, zymösen oder schirmtraubigen Gesamtblütenständen zusammen.
Im mehr oder weniger becher- oder selten glockenförmigen Involucrum liegen die Hüllblätter in vier oder fünf Reihen dachziegelartig übereinander. Die Hüllblätter sind breit häutig weiß, braun oder dunkelbraun gerandet oder die äußersten und mittleren sind krautig und fiederlappig bis fiederteilig. Der Korbboden ist konvex bis leicht kegelförmig. Spreublätter fehlen.
In den Blütenkörben sind Zungen- und Röhrenblüten vorhanden. Die in einer Reihe angeordneten (bei einigen Kulturformen sind es mehrere bis viele Reihen) Zungenblüten (= Strahlenblüten) sind weiblich, fruchtbar und weisen eine weiße, rosafarbene bis rote oder gelbe Zunge auf. Die vielen zwittrigen, fertilen Röhrenblüten (= Scheibenblüten) sind gelb, die röhren- bis kegelförmige Kronröhre ist fünflappig, drüsenhaarig und ungeflügelt. Die an ihrer Basis stumpfen Staubbeutel besitzen am oberen Ende lanzettlich-eiförmige oder schmal-elliptische Fortsätze. Bei den von Natur aus ungefüllten Blüten sind Nektarien vorhanden; hochgezüchtete Zierformen mit gefüllten Blüten sind für Bienen dagegen unbrauchbar, da die entsprechenden Organe in zusätzliche Blütenblätter umgebildet sind.
Die fast stielrunden oder verkehrt-eiförmigen Achänen sind schwach fünf- bis achtrippig. Ein Pappus fehlt.

## Etymologie
Der Gattungsname Chrysanthemum geht zurück auf die bereits bei Plinius dem Älteren verwendete Bezeichnung chrysánthemum, latinisiert von altgriechisch χρυσάνθεμον chrysanthemon „die Gold-Blüte, Gold-Blume“ aus χρυσός chrysós „Gold“ und ἄνθεμον ánthemon „Blüte, Blume“.

## Systematik, botanische Geschichte und Verbreitung

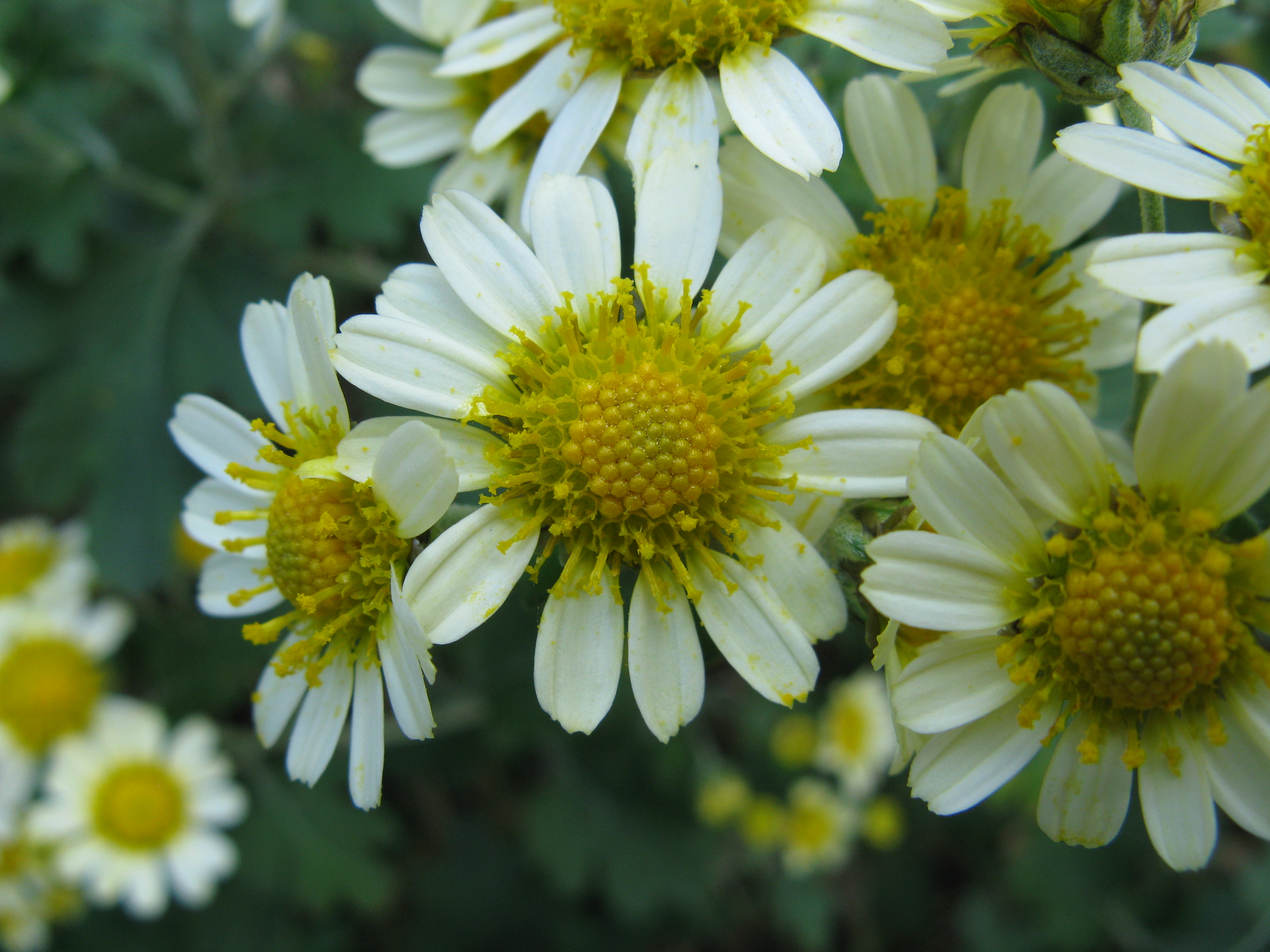
Blütenkörbe von Chrysanthemum crassum

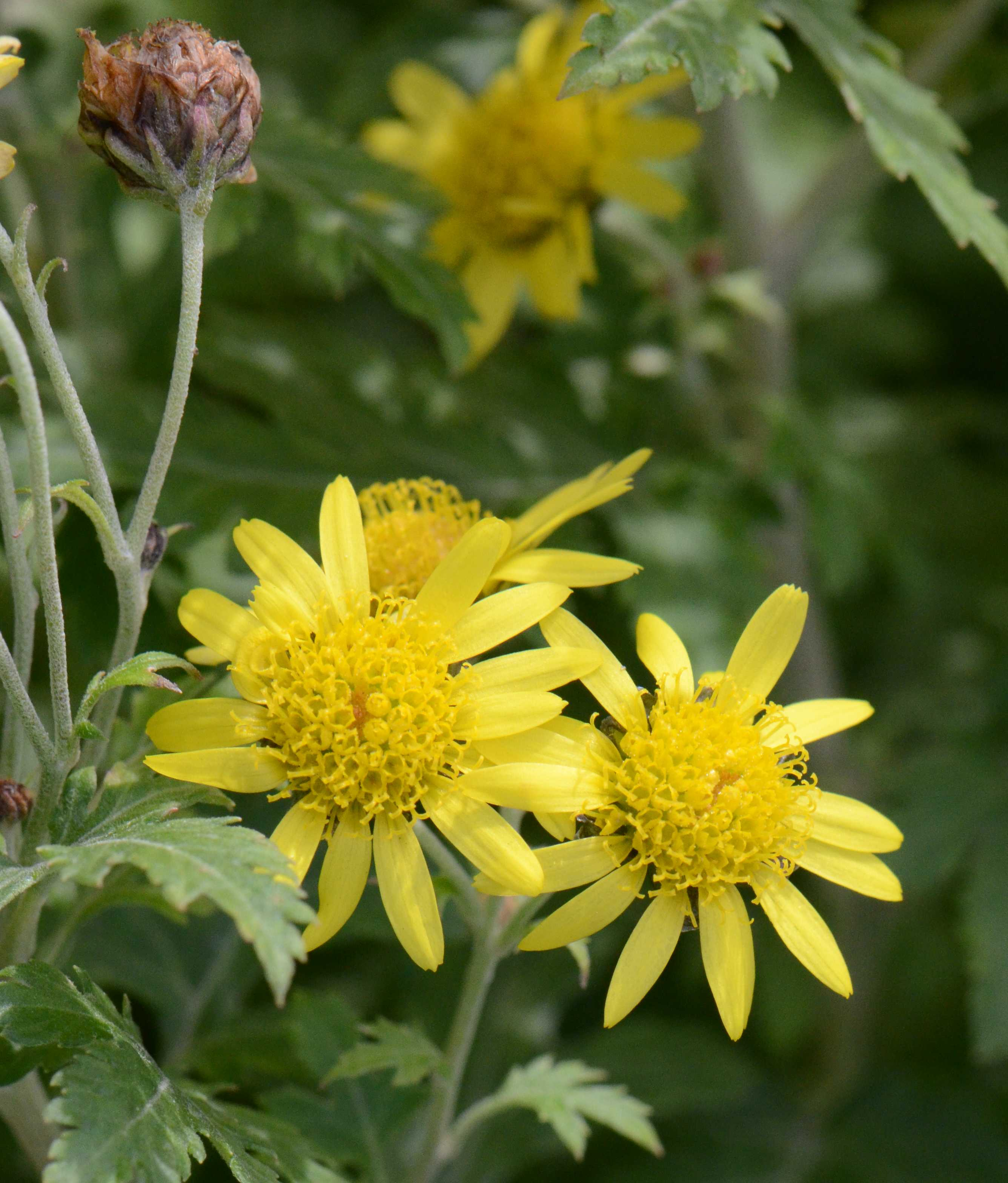
Herbst-Chrysantheme (Chrysanthemum indicum)

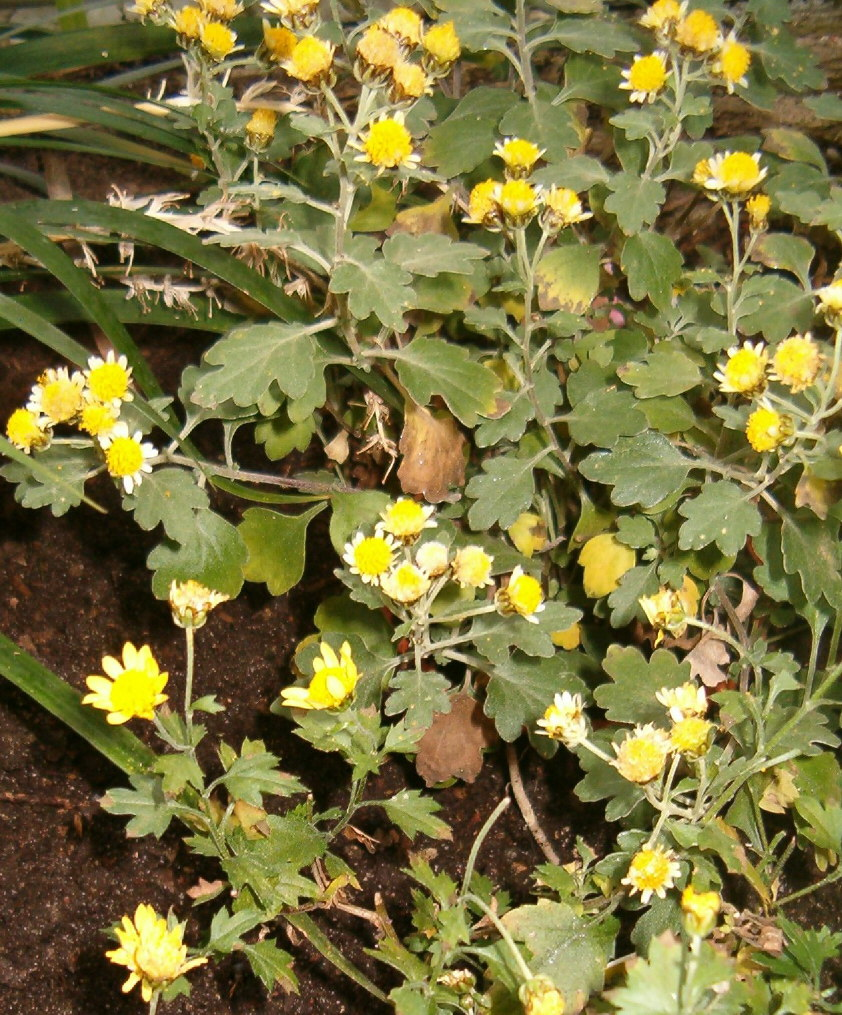
Habitus, Laubblätter und Blütenkörbe einer Wildform von Chrysanthemum indicum

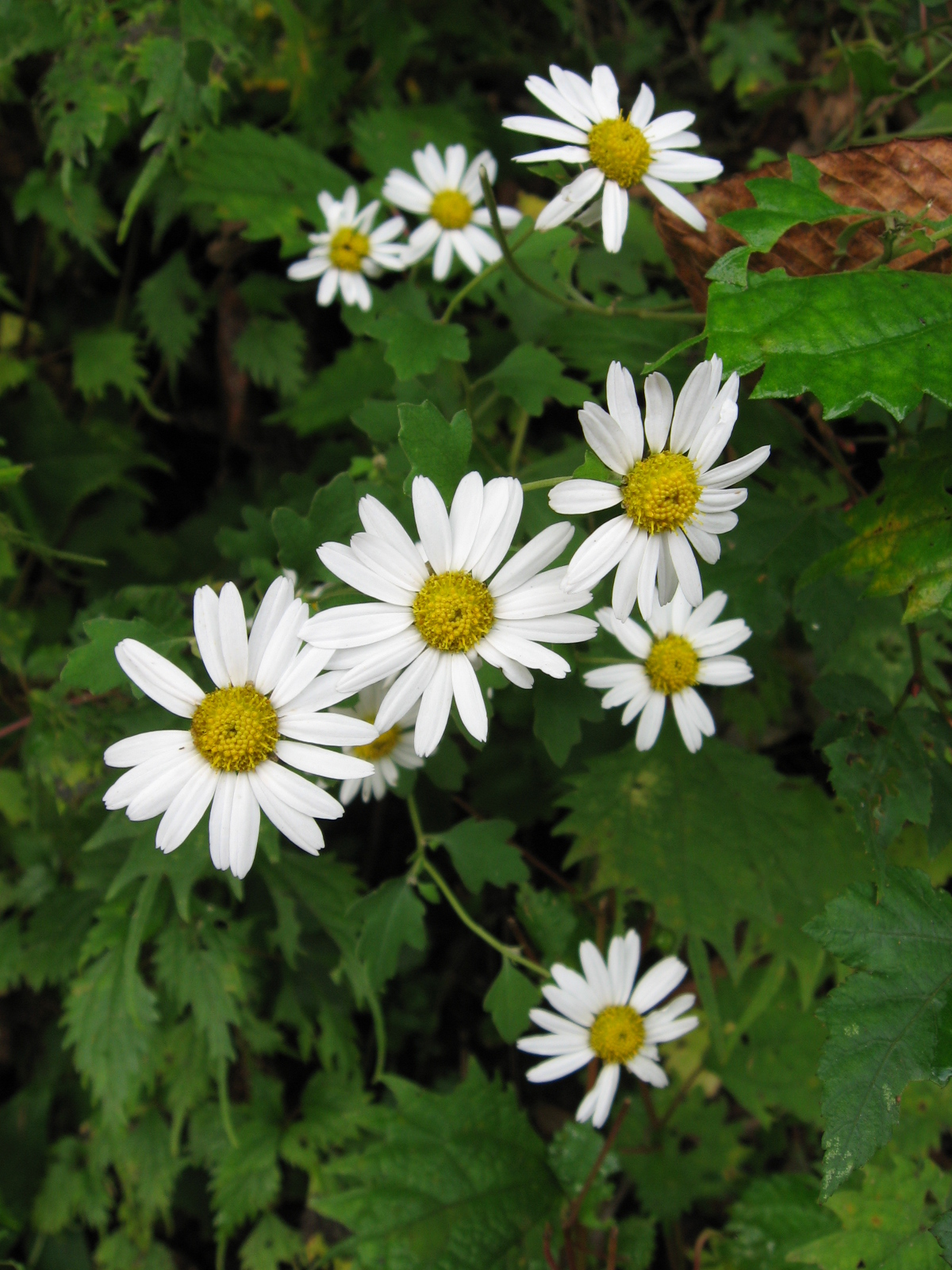
Blütenkörbe von Chrysanthemum makinoi

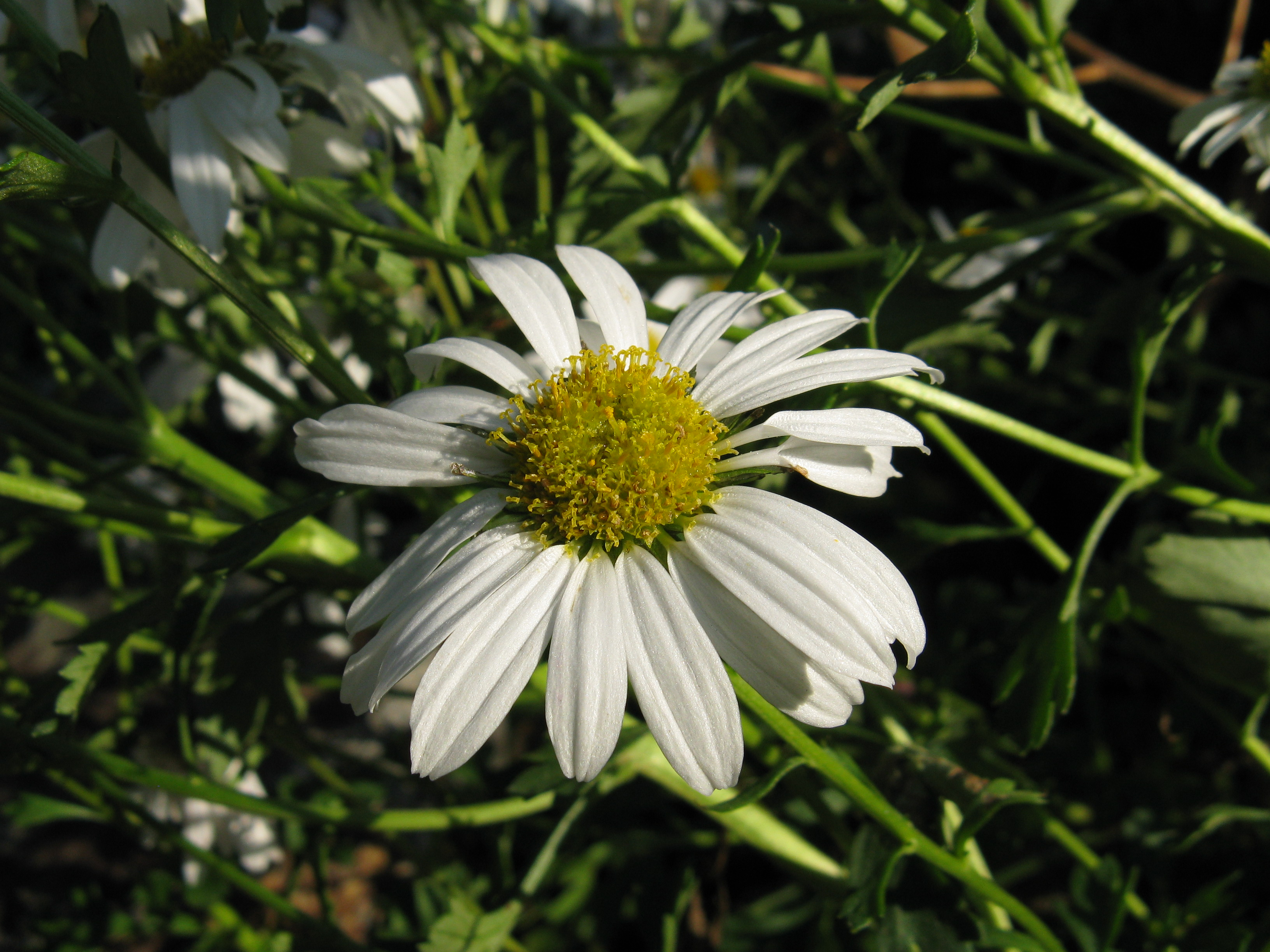
Blütenkorb von Chrysanthemum naktongense

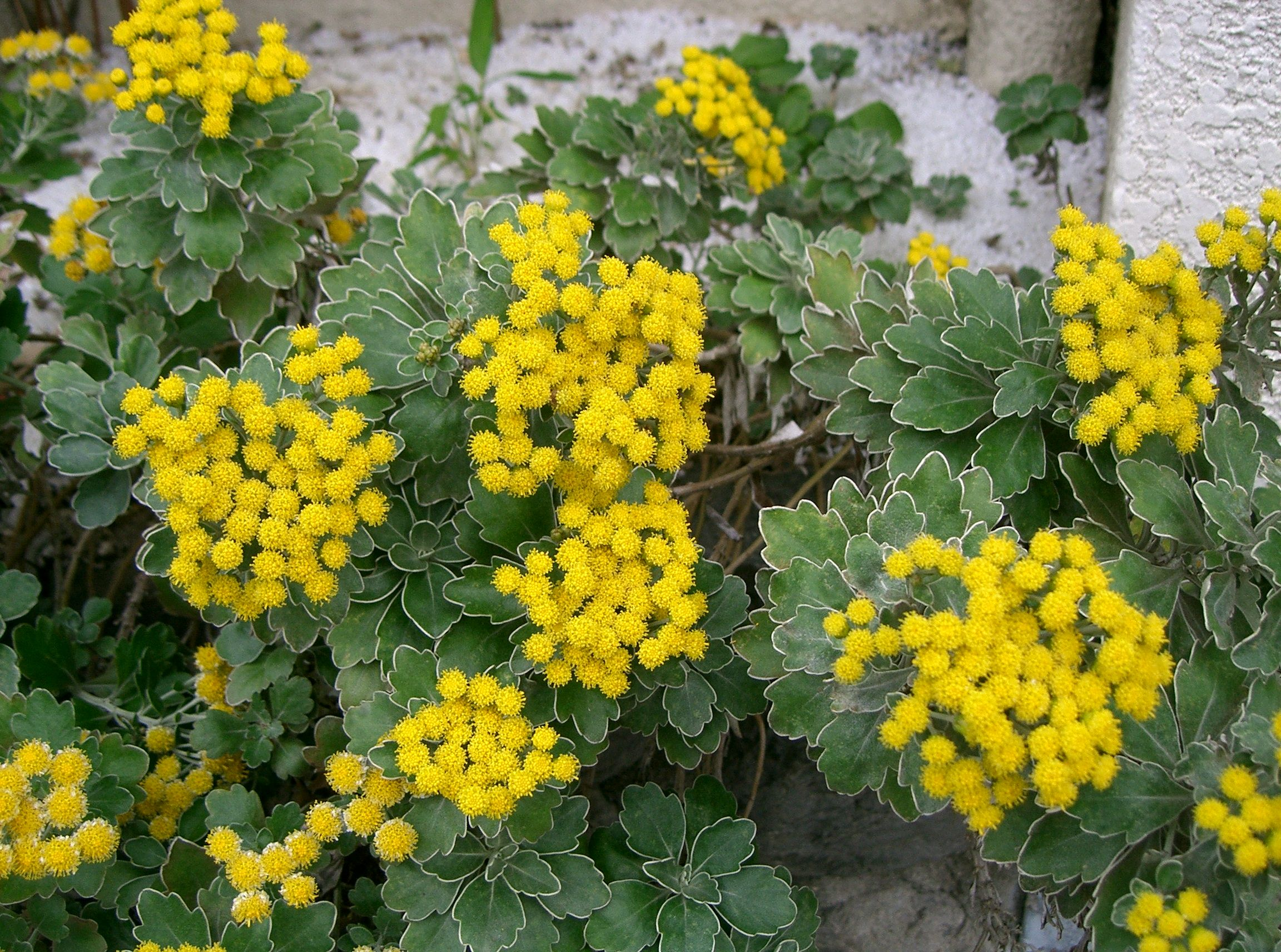
Gold-und-Silber-Chrysantheme (Chrysanthemum pacificum)

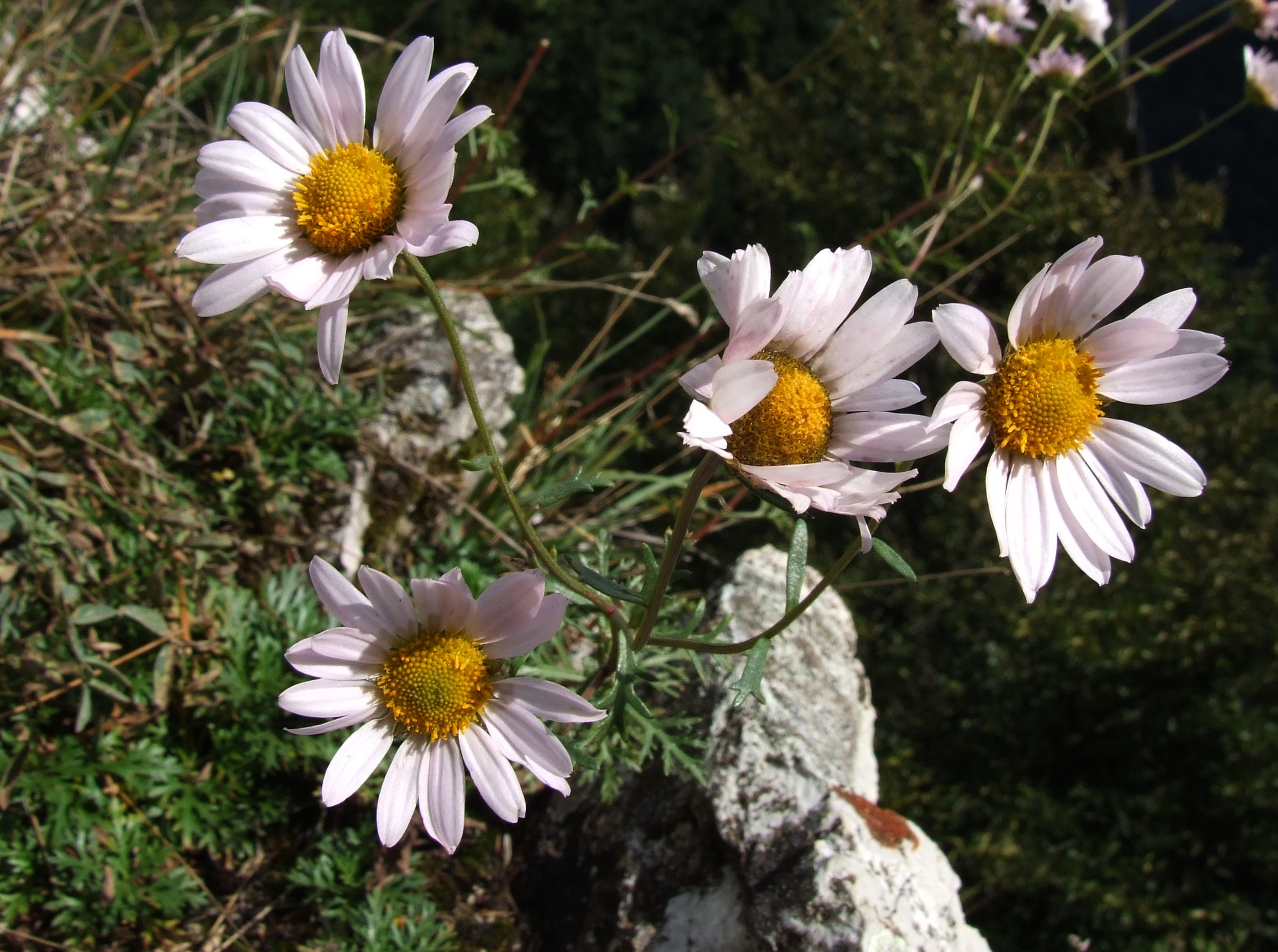
Chrysanthemum zawadzkii

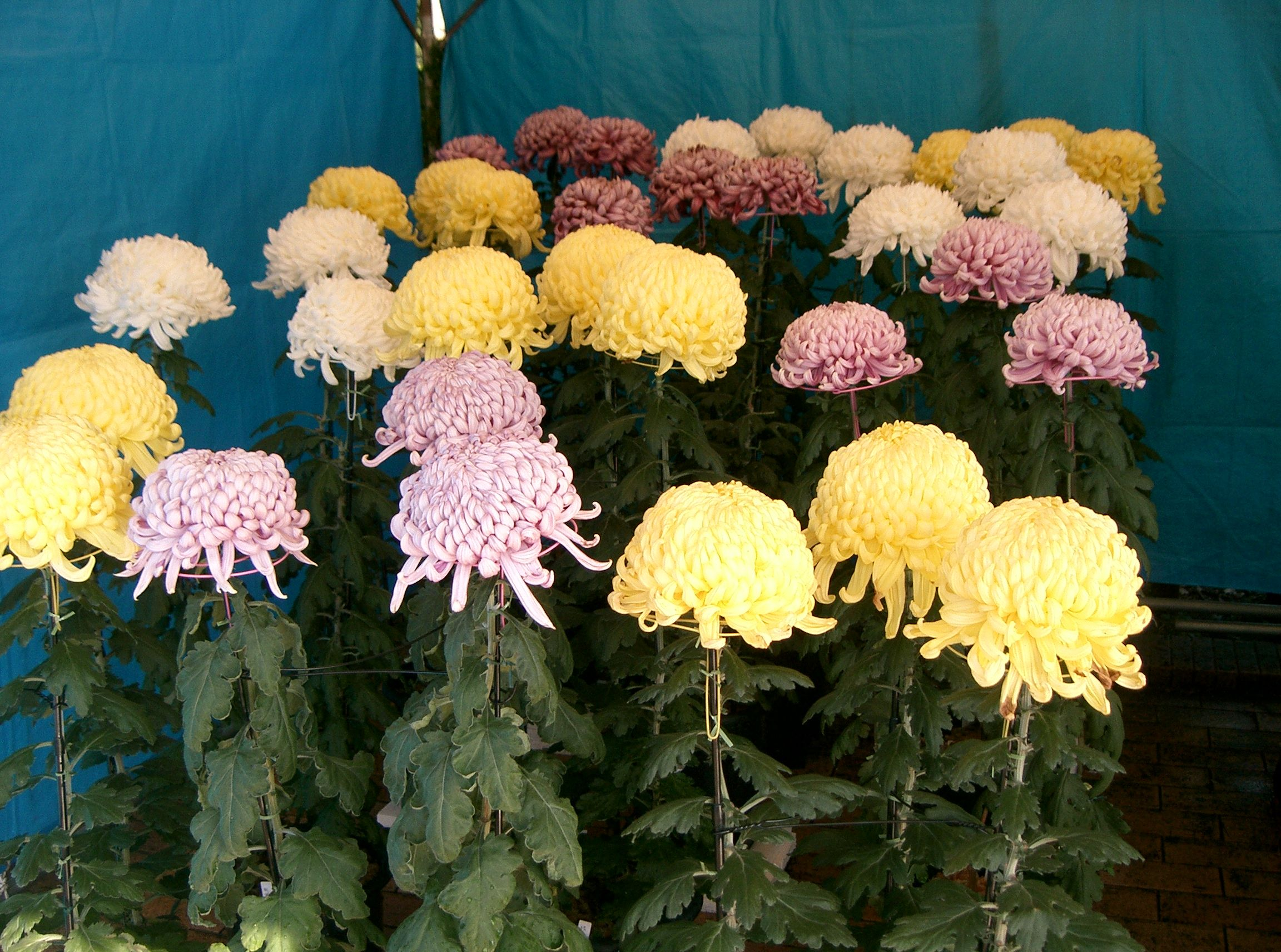
Gefüllte Sorten der Garten-Chrysantheme (Chrysanthemum ×morifolium)

Die Gattung Chrysanthemum wurde 1753 durch Carl von Linné formal aufgestellt. Synonyme für Chrysanthemum L. sind: Arctanthemum (Tzvelev) Tzvelev, Dendranthema (DC.) Des Moul., Dendranthema sect. Arctanthemum Tzvelev, Pyrethrum sect. Dendranthema DC.
De Candolle hatte 1834 die Sektion  Dendranthema geschaffen, die Charles Robert Alexandre Des Moulins 1860 zum Gattungsnamen erhob, dem er unter anderem auch die Typusart Chrysanthemum indicum zuordnete. Der Name Dendranthema fand aber kaum Verwendung, bis ihn Nikolai Nikolaievich Tzvelev 1961 und Karl Bremer 1993 für gültig erklärten. Die Widerstände gegen diese Umbenennung führten 1995 zu dem Antrag von Piers Trehane, den Namen Chrysanthemum zu konservieren. 1998 entsprach das ICBN dem Antrag.
Die Gattung Chrysanthemum gehört zur Untertribus Artemisiinae aus der Tribus Anthemideae in der Unterfamilie Asteroideae innerhalb der Familie Asteraceae. Die Gattung Chrysanthemum steht einigen anderen Gattungen sehr nahe, insbesondere den Ajania. Natürliche wie künstliche Kreuzungen von Arten auch über Gattungsgrenzen hinweg (so mit Ajania, Crossostephium chinense, Nipponanthemum nipponicum, Leucanthemella linearis, Tanacetum vulgare oder Tanacetum parthenium) stellten die Abgrenzung der Gattung und ihrer verwandten Gattungen wiederholt in Frage. Bereits 2004 wurde vorgeschlagen, die Gattung Chrysanthemum mit den Gattungen Ajania, Arctanthemum und Phaeostigma zu vereinen. Molekulargenetische Untersuchungen stützten dies (mit Ausnahme von Phaeostigma), neueren Untersuchungen zufolge bilden die Chrysanthemen eine Klade gemeinsam mit den Ajania, Ophistopappus und Elachanthemum.
Gegliedert wird die Gattung Chrysanthemum in zwei Sektionen (Sect. Chrysanthemum und Sect. Chlorochlamys).
Die Gattung Chrysanthemum ist hauptsächlich in Ostasien verbreitet (China, Korea, Japan, Russland). In China kommen etwa 22 Arten vor, 13 davon nur dort.
Die Gattung Chrysanthemum umfasst 37 bis über 40 Arten:
- Chrysanthemum aphrodite Kitam.: Sie kommt auf der japanischen Insel Honshu vor.[9]
- Chrysanthemum arcticum L.: Sie kommt in der chinesischen Provinz Hebei, in Russlands Fernen Osten und im westlichen Nordamerika vor.[1]
- Chrysanthemum argyrophyllum Y.Ling: Sie gedeiht auf Felsen von Berghängen in Höhenlagen von 1400 bis 2100 Metern in den chinesischen Provinzen Henan sowie Shaanxi vor.[1]
- Chrysanthemum arisanense Hayata: Sie kommt in Taiwan und in der chinesischen Provinz Jiangsu vor.[1]
- Chrysanthemum chalchingolicum Grubov: Sie kommt in der Mongolei vor.[9]
- Chrysanthemum chanetii H.Lév. (Syn.: Chrysanthemum erubescens Stapf, Chrysanthemum maximoviczianum Y.Ling): Sie kommt in Russland, Korea, in der Mongolei, in der Inneren Mongolei, Taiwan und in den chinesischen Provinzen Gansu, Hebei, Heilongjiang, Jilin, Liaoning, Ningxia, Shaanxi, Shandong sowie Shanxi vor.[1]
- Chrysanthemum crassum (Kitam.) Kitam.: Dieser Endemit kommt nur auf den japanischen Inseln Kyushu sowie den Ryūkyū-Inseln vor.[9]
- Chrysanthemum dichrum (C.Shih) H.Ohashi & Yonek.: Dieser Endemit gedeiht an Berghängen nur in Neiqiu in Hebei.[1]
- Chrysanthemum foliaceum (G.F.Peng, C.Shih & S.Q.Zhang) J.M.Wang & Y.T.Hou: Dieser Endemit gedeiht an Straßenrändern in Höhenlagen von 100 bis 300 Metern nur in Jinan in Shandong.[1]
- Chrysanthemum glabriusculum (W.W.Sm.) Hand.-Mazz. (Syn.: Chrysanthemum brachyglossum Y.Ling): Sie gedeiht an Berghängen in Höhenlagen von 900 bis 2600 Metern in den chinesischen Provinzen Shaanxi, Sichuan sowie Yunnan.[1]
- Chrysanthemum horaimontanum Masamune: Sie gedeiht an felsigen Hängen in Höhenlagen von 1200 bis 1400 Metern nur in Taiwan.[1]
- Chrysanthemum hypargyrum Diels (Syn.: Chrysanthemum licentianum W.C.Wu, Chrysanthemum neo-oreastrum C.C.Chang): Sie gedeiht Wiesen an Berghängen in Höhenlagen von 1400 bis 3900 Metern in den chinesischen Provinzen Shaanxi und Sichuan.[1]
- Herbst-Chrysantheme (Chrysanthemum indicum L., Syn.: Chrysanthemum indicum var. coreanum H.Lév., Chrysanthemum indicum var. edule Kitam., Chrysanthemum indicum var. hibernum Makino, Chrysanthemum indicum var. litorale Y.Ling, Chrysanthemum indicum var. lushanense (Kitam.) Hand.-Mazz., Chrysanthemum lushanense Kitam., Chrysanthemum nankingense Hand.-Mazz., Chrysanthemum procumbens Lour., Chrysanthemum sabinii Lindl.): Sie ist in Usbekistan, Russland, Indien, Bhutan, Nepal, Japan, in Nord- und Südkorea, in Taiwan und in den chinesischen Provinzen Anhui, Fujian, Guangdong, Guangxi, Guizhou, Hebei, Heilongjiang, Henan, Hubei, Hunan, Jiangsu, Jiangxi, Shandong, Sichuan sowie Yunnan weitverbreitet.[1]
  - Chrysanthemum indicum var. iyoense Kitam.: Dieser Endemit kommt nur auf der japanischen Insel Shikoku bei Ehime sowie Kagawa vor.[9]
- Chrysanthemum japonense (Makino) Nakai: Dieser Endemit kommt nur auf den japanischen Inseln Kyushu und Shikoku vor.[9]
- Chrysanthemum lavandulifolium (Fisch. ex Trautv.) Makino: Es gibt mindestens drei Varietäten:[1]
  - Chrysanthemum lavandulifolium var. discoideum Hand.-Mazz.: Dieser Endemit gedeiht an Berghängen in Höhenlagen von etwa 2700 Metern nur in Kangding in Sichuan.[1]
  - Chrysanthemum lavandulifolium (Fisch. ex Trautv.) Makino var. lavandulifolium (Syn.: Chrysanthemum bellum Grüning, Chrysanthemum boreale Makino non (Fisch. ex DC.) B.Fedtschenko, Chrysanthemum indicum var. acutum Uyeki, Chrysanthemum jucundum Nakai & Kitagawa, Chrysanthemum lavandulifolium var. acutum (Uyeki) C.Y.Li, Chrysanthemum lavandulifolium var. jucundum (Nakai & Kitagawa) Kitam., Chrysanthemum lavandulifolium var. sianense Kitam., Chrysanthemum namikawanum Kitam., Chrysanthemum seticuspe (Maxim.) Hand.-Mazz., Chrysanthemum wilsonianum Hand.-Mazz.): Sie kommt in Indien, Korea Japan, in der Mongolei und in den chinesischen Provinzen Gansu, Hebei, Hubei, Jiangsu, Jiangxi, Jilin, Liaoning, Qinghai, Shaanxi, Shandong, Shanxi, Sichuan, Yunnan, Zhejiang sowie in Xinjiang vor.[1]
  - Chrysanthemum lavandulifolium var. tomentellum Hand.-Mazz. (Syn.: Chrysanthemum boreale var. tomentellum (Hand.-Mazz.) Kitam.): Sie gedeiht an Berghängen in Höhenlagen von 2000 bis 2500 Metern Taiwan und in den chinesischen Provinzen Jiangsu, Yunnan sowie Zhejiang.[1]
- Chrysanthemum longibracteatum (C.Shih, G.F.Peng & S.Y.Jin) J.M.Wang & Y.T.Hou: Dieser Endemit gedeiht an den Rändern von Waldland nur entlang von Pfaden in Höhenlagen von etwa 100 Metern nur in Jinan in Shandong.[1]
- Chrysanthemum makinoi Matsum. & Nakai (Syn.: Chrysanthemum japonicum (Maxim.) Makino): Dieser Endemit kommt nur auf den japanischen Inseln Honshu und Shikoku vor.[9]
- Chrysanthemum mawii Hook. f.: Sie kommt nur in Marokko vor.[9]
- Chrysanthemum maximowiczii Kom.: Sie kommt in der Inneren Mongolei, in Korea und in Russlands Fernen Osten vor.[9][1]
- Chrysanthemum mongolicum Y.Ling: Sie kommt in Sibirien, in Russlands Fernen Osten, in der Mongolei und in der Inneren Mongolei vor.[9][1]
- Chrysanthemum morii Hayata: Diese seltene Art gedeiht an Kalksteinfelswänden in Höhenlagen von 400 bis 2400 Metern nur in Taiwan.[1]
- Chrysanthemum naktongense Nakai (Syn.: Chrysanthemum zawadskii subsp. latilobum (Maxim.) Kitagawa, Chrysanthemum zawadskii var. latilobum (Maxim.) Kitam., Chrysanthemum zawadskii subsp. naktongense (Nakai) Y.N.Lee): Sie kommt in Korea, in Russland, in der Mongolei, in der Inneren Mongolei und in den chinesischen Provinzen Gansu, Hebei, Heilongjiang, Jilin, Liaoning, Shandong sowie Shanxi vor.[1]
- Chrysanthemum okiense Kitam.: Dieser Endemit kommt nur im japanischen Shimane sowie Yamaguchi vor.[9]
- Chrysanthemum oreastrum Hance (Syn.: Chrysanthemum sibiricum var. alpinum Nakai, Chrysanthemum zawadskii var. alpinum (Nakai) Kitam.): Sie kommt in Korea und in Russlands Fernen Osten und in den chinesischen Provinzen Hebei, Jilin sowie Yunnan vor.[1]
- Chrysanthemum ornatum Hemsl.[9]
- Gold-und-Silber-Chrysantheme (Chrysanthemum pacificum Nakai, Syn.: Ajania pacifica (Nakai) K.Bremer & Humphries, Dendranthema pacificum (Nakai) Kitam.): Dieser Endemit kommt nur auf der japanischen Insel Honshu vor.[9]
- Chrysanthemum parvifolium C.C.Chang: Sie ist nur vom Typusmaterial bekannt und wurde an einem felsigen Hang in der Nähe eines kleinen Flusses in Guizhou gesammelt.[1]
- Chrysanthemum potentilloides Hand.-Mazz.: Sie gedeiht im Vorgebirge niedriger Bergketten in Höhenlagen von 1000 bis 1500 Metern in den chinesischen Provinzen Shaanxi und Shanxi vor.[1]
- Chrysanthemum rhombifolium (Y.Ling & C.Shih) H.Ohashi & Yonek.: Dieser Endemit gedeiht an Berghängen nur im Kreis Wushan im nordöstlichen Chongqing.[1]
- Chrysanthemum sinuatum Ledeb.: Sie kommt in der Mongolei und im Altai vor.[9]
- Chrysanthemum vestitum (Hemsl.) Stapf: Es gibt seit 2010 zwei Varietäten:[1]
  - Chrysanthemum vestitum var. latifolium J.Zhou & Jun Y.Chen: Sie wurde 2010 erstbeschrieben und gedeiht an schattigen Hängen an Fließgewässern in Höhenlagen von etwa 1500 Metern in den chinesischen Provinzen Anhui und vielleicht Henan.[1]
  - Chrysanthemum vestitum (Hemsl.) Stapf var. vestitum: Sie gedeiht an tiefgelegenen Berghängen und auf Hügeln in Höhenlagen von 300 bis 1500 Metern in den chinesischen Provinzen Anhui, Henan, Hubei sowie Shaanxi.[1]
- Chrysanthemum weyrichii (Maxim.) Miyabe: Sie kommt auf den russischen Sachalin Inseln und auf der japanischen Insel Hokkaido vor.[9]
- Chrysanthemum yoshinaganthum Makino ex Kitam.: Dieser Endemit kommt nur auf der japanischen Insel Shikoku vor.[9]
- Chrysanthemum zawadzkii Herbich (Syn.: Chrysanthemum gmelinii Ledeb., Chrysanthemum hwangshanense Y.Ling, Chrysanthemum maximoviczianum var. dissectum Y.Ling, Chrysanthemum naktongense var. dissectum (Y.Ling) Hand.-Mazz., Chrysanthemum sibiricum (DC.) Fisch. ex Komarov, Chrysanthemum zawadskii subsp. acutilobum (DC.) Kitagawa): Sie kommt Russland, in der Mongolei, in der Inneren Mongolei und in den chinesischen Provinzen Anhui, Gansu, Hebei, Heilongjiang, Hubei, Jilin, Liaoning, Ningxia, Shaanxi, Shandong sowie Shanxi vor.[1]

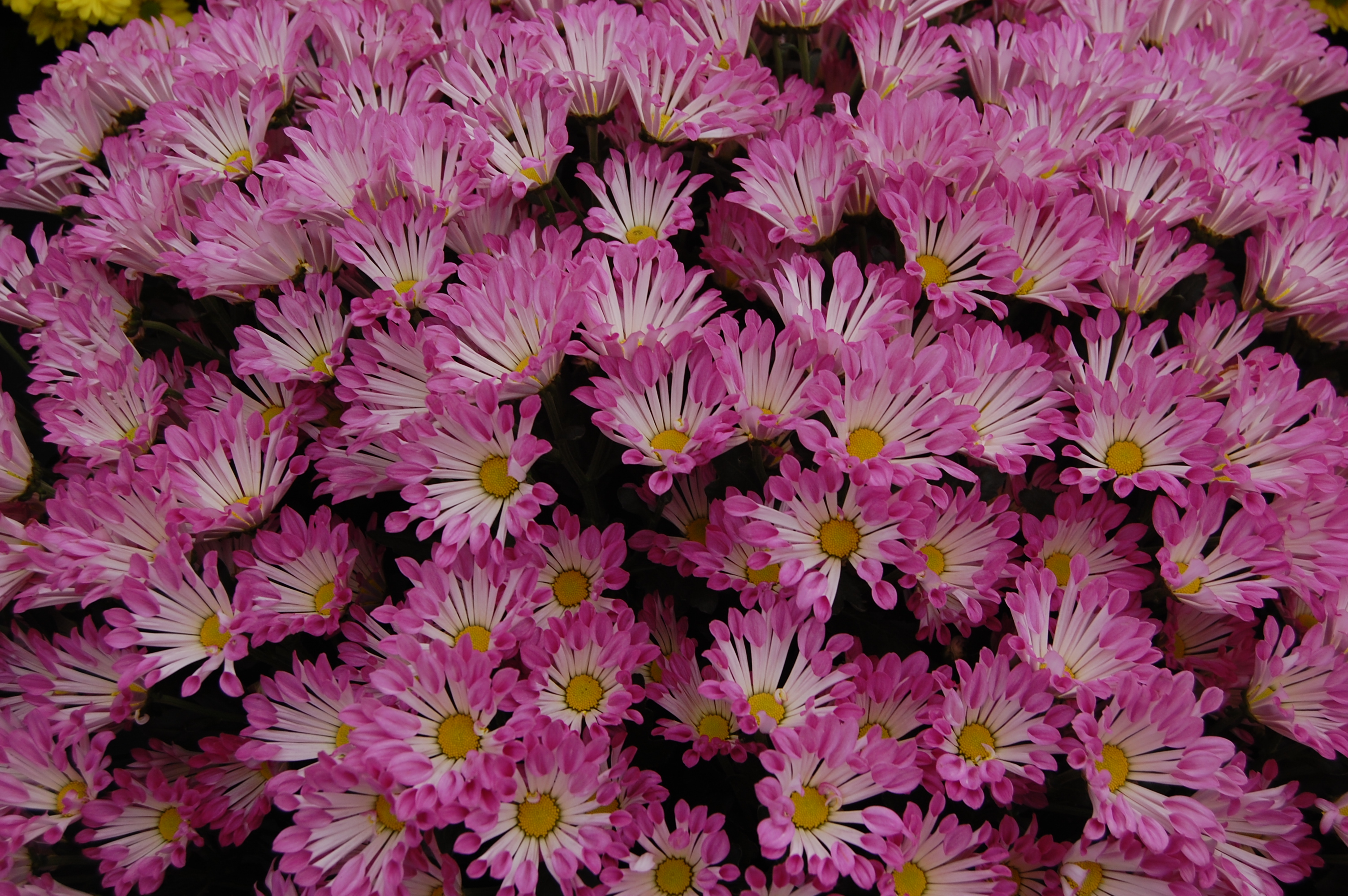
Die Sorte ‘Dance’

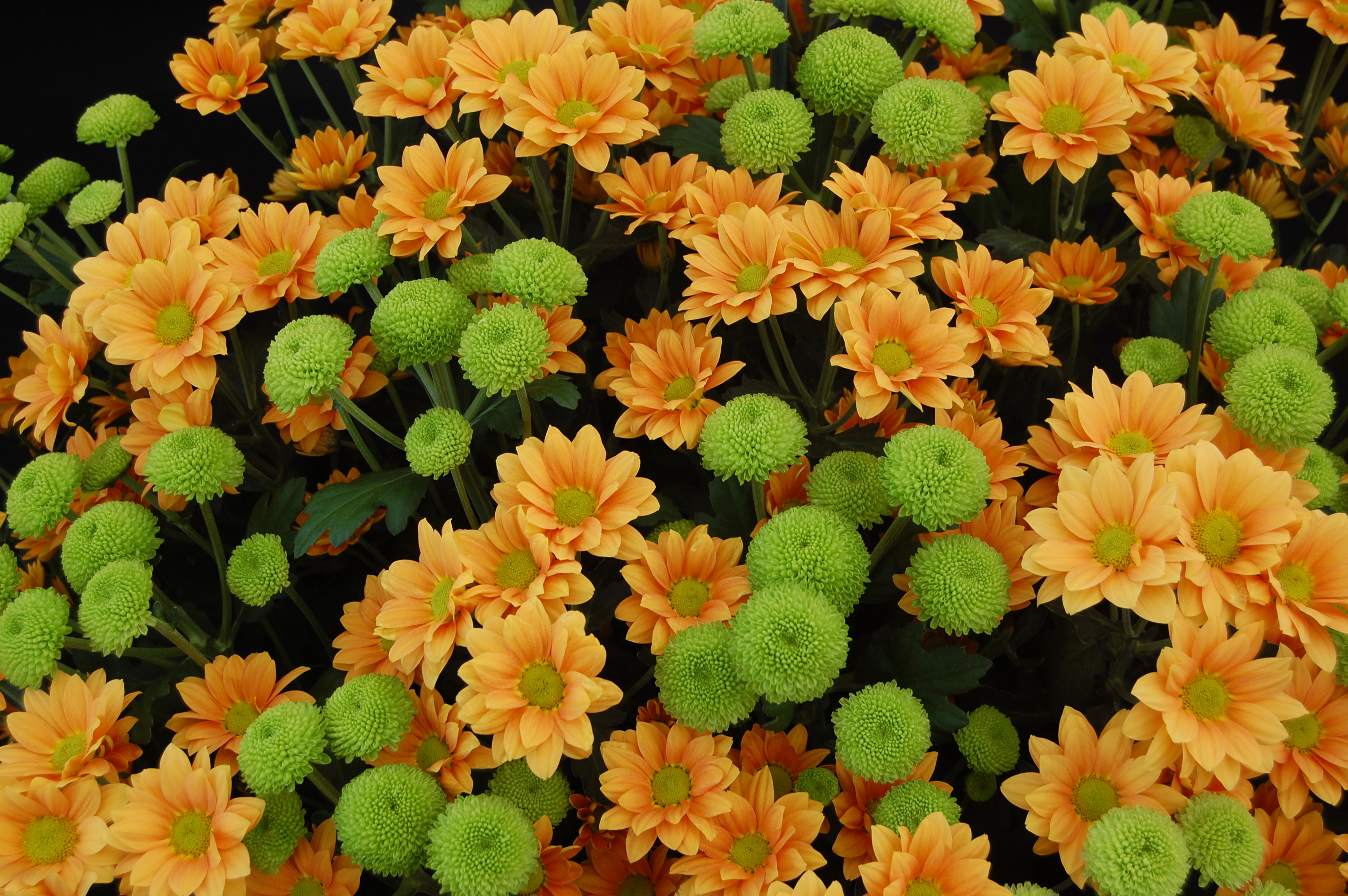
Die Sorten ‘Enbee Wedding Golden’ und ‘Feeling Green’

## Nutzung
Geschätzt ist besonders die Garten-Chrysantheme, die in China seit 1600 Jahren kultiviert wird; bereits im elften Jahrhundert gab es dort 36 Sorten. Die Garten-Chrysantheme (Chrysanthemum ×morifolium Ramat., Syn.: Chrysanthemum sinense Sabine) ist in Kultur entstanden aus verschiedenen Arten.
Ende des 17. Jahrhunderts kamen erstmals Chrysanthemen nach Europa, 1862 sandte Robert Fortune Kulturformen aus Japan nach Europa, die zur Grundlage der europäischen Chrysanthemenzüchtung wurden. Chrysanthemen-Sorten werden weltweit als Zierpflanzen für Parks, Gärten und Friedhöfe sowie als Schnittblumen verwendet. Die Garten-Chrysantheme gilt gar als „eine der wichtigsten gärtnerischen Kulturpflanzen“. Die Anzahl der Sorten wird mittlerweile auf einige Tausend geschätzt.
Besonders von der Herbst-Chrysantheme (Chrysanthemum indicum) können frische und getrocknete Pflanzenteile zu einem aromatischen Tee gebrüht werden. Die Blütenkörbe, Laubblätter und Achänen werden genutzt. Die Blütenkörbe werden in Essig eingelegt. Junge Laubblätter werden gegart gegessen. Die medizinischen Wirkungen wurden untersucht. Es wird ein Öl gewonnen. Außerdem soll sie als Zugabe zum Badewasser sehr aromatisch sein.

Kaiserliches Siegel Japans

## Verwendung in der Heraldik
Eine stilisierte 16-blättrige Chrysanthemenblüte dient als Nationales und Kaiserliches Siegel Japans. Der japanische Kaiserthron wird daher auch als Chrysanthementhron bezeichnet.

## Nachweise
1. 1 2 3 4 5 6 7 8 9 10 11 12 13 14 15 16 17 18 19 20 21 22 23 24 25 26 27 28 29 30 31 32 33 34 35 36 37 38  
Zhu Shi, Christopher J. Humphries, Michael G. Gilbert: Chrysanthemum Linnaeus., S. 669–674 – textgleich online wie gedrucktes Werk. In: Wu Zheng-yi, Peter H. Raven, Deyuan Hong (Hrsg.): Flora of China. Volume 20–21: Asteraceae. Science Press und Missouri Botanical Garden Press, Beijing und St. Louis, 2011, ISBN 978-1-935641-07-0.
2. ↑   für Bienen
3. ↑  
Helmut Genaust: Etymologisches Wörterbuch der botanischen Pflanzennamen. 3., vollständig überarbeitete und erweiterte Auflage. Nikol, Hamburg 2005, ISBN 3-937872-16-7 (Nachdruck von 1996).
4. 1 2 3  
Chrysanthemum bei Tropicos.org. Missouri Botanical Garden, St. Louis, abgerufen am 19. Februar 2018.
5. ↑  
Antrag Trehane in Taxon, Volume 44, 1995, S. 439.441; Beschluss Taxon, Volume 47, 1998, S. 443f.; Appendix IIIa des ICBN, „Nomina Generica Conservanda Et Rejicienda – E. Spermatophyta E3: Dicotyledones“, Online
6. ↑  
Abdul Ghafoor: Flora of Pakistan 207: Asteraceae (I) – Anthemideae. University of Karachi, Department of Botany, Karachi 2002, S. 49 (als Dendranthema), online.
7. 1 2 3 4  
Hong-Bo Zhao, Fa-Di Chen, Su-Mei Chen, Guo-Sheng Wu, Wei-Ming Guo: Molecular phylogeny of Chrysanthemum, Ajania and its allies (Anthemideae, Asteraceae) as inferred from nuclear ribosomal ITS and chloroplast trnL-F IGS sequences. In: Plant Systematics and Evolution. Band 284, Nr. 3–4, 2010, S. 153–169, DOI:10.1007/s00606-009-0242-0
8. 1 2 3 4  
H. E. Zhao, Z. H. Liu, X. Hu, J. L. Yin, W. Li, G. Y. Rao, X. H. Zhang, C. L. Huang, N. Anderson, Q. X. Zhang, J. Y. Chen: Chrysanthemum genetic resources and related genera of Chrysanthemum collected in China. In: Genetic Resources and Crop Evolution, Band 56, 2009, S. 937–946, DOI:10.1007/s10722-009-9412-8.
9. 1 2 3 4 5 6 7 8 9 10 11 12 13 14 15 16  
Chrysanthemum im Germplasm Resources Information Network (GRIN), USDA, ARS, National Genetic Resources Program. National Germplasm Resources Laboratory, Beltsville, Maryland. Abgerufen am 19. Februar 2018.
10. ↑  
Hans Simon (Hrsg.): Die Freiland-Schmuckstauden. Handbuch und Lexikon der Gartenstauden. Begründet von Leo Jelitto, Wilhelm Schacht. 5. völlig neu bearbeitete Auflage. Band 1: A bis H. Eugen Ulmer, Stuttgart (Hohenheim) 2002, ISBN 3-8001-3265-6, S. 213–214.
11. ↑  
Einträge zu Chrysanthemum bei Plants For A Future